# 孫怡
孫 怡（そん い、生没年不詳）は、中国三国時代の呉の武将。東州の人で、孫呉宗室とは別系統の孫氏。

## 生涯
赤烏元年（238年）、遼東に割拠する公孫淵は魏の侵攻を知ると、呉に救援を要請した。呉の人々はかつて公孫淵に送った使者を斬られた経験から、来訪した使者を斬ろうとしたが、羊衜の「奇襲部隊を派遣して様子を見させ、魏が敗れれば追撃して恩を売り、膠着状態となれば近隣の郡を略奪して帰れば彼らへの罰となります」という提案が採用されることとなった。そうして派遣された羊衜・鄭冑・孫怡らは赤烏2年（239年）3月に遼東に到着したが、その時には既に公孫淵は滅んでいた。遼東を守る魏の将の張持や高慮を破って、遼東の男女を捕虜として帰国した。
赤烏4年（241年）、皇太子の孫登は臨終に際して上疏し、多くの臣下を称揚した。その中で諸葛瑾・歩騭・朱然・全琮・朱拠・呂岱・吾粲・闞沢・厳畯・張承・孫怡らを指して、「（彼らは）国家のために忠誠を尽くし、政治に通暁しております」と述べた。
現存する孫怡にゆかりのある物品として、天理参考館に所蔵される『重列式神獣鏡』がある。この銅鏡の周縁には「将軍孫怡士張平竟■寸」と刻まれており、孫怡の兵士の張平の所有した鏡と分かる。